# 中正村 (武邑縣)
中正村是中华人民共和国河北省衡水市武邑县武邑镇下轄的行政村，由明朝永乐二年（1404年）來自山西等處承宣布政使司平阳府洪洞县的移民建立，因建立者為一號稱“中正”的秀才而得名。中正村以農業為主。

## 歷史
明朝永樂二年（1404年），山西等處承宣布政使司平陽府洪洞縣有一號稱“中正”的秀才遷至武邑縣建立村莊，村莊以其命名為“中正村”，在其東、西兩旁的村莊亦因此命名為“東正村”、“西正村”。:225-226
1949年，中正村之地属李石店區管辖。1956年7月，劉疃鄉成立，中正村之地屬劉疃鄉:47。1958年8月，武邑縣的17個鄉、493個合作社合併為5個人民公社，中正村之地屬城關人民公社（又名高峰人民公社）。同年11月，武邑縣併入衡水縣，城關人民公社改稱武邑人民公社。1961年7月，原武邑縣的5個人民公社調整為18個，原址改建為5個工作委員會，其中武邑工作委員會轄武邑、蘇正、劉疃3個人民公社，中正村之地屬劉疃人民公社。1962年1月1日恢復武邑縣建制，同年2月25日撤銷5個工作委員會。1984年1月13日，武邑縣18個人民公社改稱鄉，中正村屬劉疃鄉:52-54。1996年1月，武邑縣進行併鄉擴鎮，其中蘇正鄉與劉疃鄉均併入武邑鎮，而中正村亦自此屬武邑鎮。

## 地理與行政
中正村的城乡分类代码為220，根據国家统计局《统计用区划代码和城乡划分代码编制规则》，中正村屬於“村庄”。中正村以農業為主，現有人口419人（常住人口417人，人口戶數123戶）、總面積2.21平方千米（含耕地面积2,400畝），人均可支配所得為13,000元人民币。中正村設一村民委员会，聘有工作人員5人，設綠色通道窗口與綜合業務窗口，與村務監督委員會、中國共產黨武邑縣武邑鎮中正村支部委員會合署办公。